# Die kleine Annemarie
Die kleine Annemarie ist ein US-amerikanisches Stummfilmmelodram aus dem Jahre 1925 von William Beaudine mit der damals 33-jährigen Mary Pickford, die ein zwölfjähriges Waisenkind auf der Suche nach dem Mörder ihres Vaters spielt.

## Handlung
Die kleine Annemarie (im Original: Annie Rooney) ist ein rechter Wildfang und hat viel Unfug, Schabernack und Späße im Kopf. Sie ist die Tochter eines Polizisten und verbringt ihre Freizeit mit ihrer eigenen kleinen Kindergang. Ansonsten kümmert sie sich liebevoll um das Wohl ihres Vaters und ihren Bruder Tim, der allerdings der gegnerischen Jungsbande, den Big Kellys, angehört. Annemarie ist verknallt in Joe Kelly, den Bandenchef, eine harmlose Jugendschwärmerei. Dennoch sieht Vater Rooney den Umgang seiner beiden Kinder mit Joe generell nicht gern, denn dessen Bande treibe es mit ihrem Unfugmachen denn doch ein wenig zu weit, wie er findet. Als durch deren Einwirken das Pferd des Obsthändlers in Mitleidenschaft gezogen wird, beschwert dieser sich bei Officer Rooney, und der Polizist entscheidet, dass die Gang-Kinder den entstandenen Schaden an den Obsthändler zurückzahlen müssen. Man versucht dies mit der Vorführung eigener Tanzeinlagen zu bewerkstelligen.
Während des Tanzvergnügens in einem Saal kommt es zur Katastrophe: Zwischen Joe und zwei seiner Bandenmitglieder, Tony und Spider, bricht ein Streit aus. Das Licht im Tanzsaal geht aus, was die Aufmerksamkeit des patrouillierenden Officer Rooney erregt. Als dieser den Raum betritt, feuert Tony mit seinem Revolver einen Schuss ab, der zwar für Spider gedacht war, aber den Polizeibeamten trifft. Ausgerechnet heute, an seinem Geburtstag, stirbt Officer Rooney im Einsatz. Derweil erwarten daheim Annemarie und Tim die Heimkehr ihres Vaters. Als sie von dessen Tod erfahren, sind die beiden jungen Leute zutiefst geschockt. Eine Woche vergeht. Die Polizei hat den Mörder von Officer Rooney immer noch nicht gefasst. Tony und Spider behaupten gegenüber dem zum Waisen gewordenen Tim, dass Bandenchef Joe Vater Rooney getötet haben soll. Außer sich vor Zorn, will Tim diesen dafür zur Rechenschaft ziehen.
Währenddessen erfährt Annie, dass Tony dabei gesehen wurde, wie er eine Waffe in einer Gasse wegwarf. Mitglieder der Big Kelly-Gang beginnen nun ebenfalls, Tony der Bluttat zu verdächtigen. Die rivalisierenden Straßengangs vereinigen sich und schaffen es, Tony zur Polizeistation zu bringen, aber Tim kommt kurz nach ihnen an und verkündet, dass er gerade Joe in einem Anfall von Selbstjustiz erschossen habe. Annie eilt ins Krankenhaus und erfährt, dass Joe sterben wird, wenn er nicht sofort eine Bluttransfusion erhält. Annie meldet sich freiwillig, obwohl sie fälschlicherweise glaubt, dass sie diese nicht überleben werde. Sie wird erfolgreich getestet und spendet ihr Blut. Nach dem Eingriff erfährt Annie, dass sie nicht sterben wird, und sie erklärt ihre Absicht, Joe eines Tages zu heiraten. Einige Zeit später: Als Joe Annie und einige ihrer Freunde durch die Stadt kutschiert, winkt Tim sie an einer Kreuzung durch: Er ist Verkehrspolizist geworden.

## Produktionsnotizen
Little Annie Rooney, so der Originaltitel dieses altmodischen Melodrams, wurde am 15. Oktober 1925 in New York uraufgeführt, die Deutschlandpremiere war im Mai 1926. In Österreich lief der Streifen, stark verspätet, erst 1928 an.
Harry Oliver war beratend bei der Erstellung der Filmbauten aktiv.
Mary Pickford und ihr Gatte Douglas Fairbanks senior waren bei der Berliner Premiere 1926 anwesend und wurden wie Staatsgäste, Shake Hands mit Oberbürgermeister Gustav Böß inklusive, empfangen.

## Kritiken
Kurt Pinthus äußerte sich anlässlich der Berliner Premiere wie folgt: „Der Film … zeigt Mary als zehnjähriges Mädchen aus dem Proletarierviertel New York in so verblüffender Echtheit, dass diese Echtheit, derart ausgespielt, betont und durchgearbeitet, auf die Dauer schon wieder unecht wirkt, zumal da allmählich unerquickliche sentimentale Szenen vom tragischen Ende des Schutzmanns, der ihr Vater ist, die lange Dauer in Langeweile wandelten. Zugegeben, Mimik und Gesten Marys sind wirklich kindhaft lustig und rührend, und der Film strotzt von bewegten Spielszenen … Aber anderthalb Stündchen hiervon war so viel … wie reizend wäre der Abend gewesen ohne den Film.“
Der Movie & Video Guide schrieb: „Eins von Mary schwächeren Star-Vehikeln, das Komödie, Sentiment mit Melodram mischt ...“
Halliwell‘s Film Guide resümierte über den Film so: „Von minderem historischen Interesse“.
„Unbeschwert von tüftelnder Kritik werden sich die zahlreichen Anhänger von Mary Pickfords naiv echtem Spiel ihrer neuen Darbietungen erfreuen.“